# Comarca de Arzúa
Arzúa is een comarca van de Spaanse provincie A Coruña. De hoofdstad is Arzúa, de oppervlakte 487,5 km² en het heeft 18.496 inwoners (2005).

## Gemeenten
Arzúa, Boimorto, O Pino en Touro.